# Осіни (Опольське воєводство)
Осіни (пол. Osiny) — село в Польщі, у гміні Компрахциці Опольського повіту Опольського воєводства.
Населення — 506 осіб (2011).

## Демографія
Демографічна структура станом на 31 березня 2011 року:
|          | Загалом | Допрацездатний вік | Працездатний вік | Постпрацездатний вік |
| -------- | ------- | ------------------ | ---------------- | -------------------- |
| Чоловіки | 242     | 37                 | 168              | 37                   |
| Жінки    | 264     | 35                 | 164              | 65                   |
| Разом    | 506     | 72                 | 332              | 102                  |